# Euplagia
Euplagia és un gènere de lepidòpters ditrisis de la família dels erèbids (Erebidae), subfamília Arctiinae.

## Taxonomia
- Euplagia quadripunctaria (Poda, 1761), present al centre i sud d'Europa, l'oest de Rússia, Àsia Menor, el Caucas, al sud de Turkmenistan i l'Iran.
- Euplagia splendidior (Tams, 1922), present a l'est de Turquia, el nord de l'Iraq i Armènia.

## Galeria

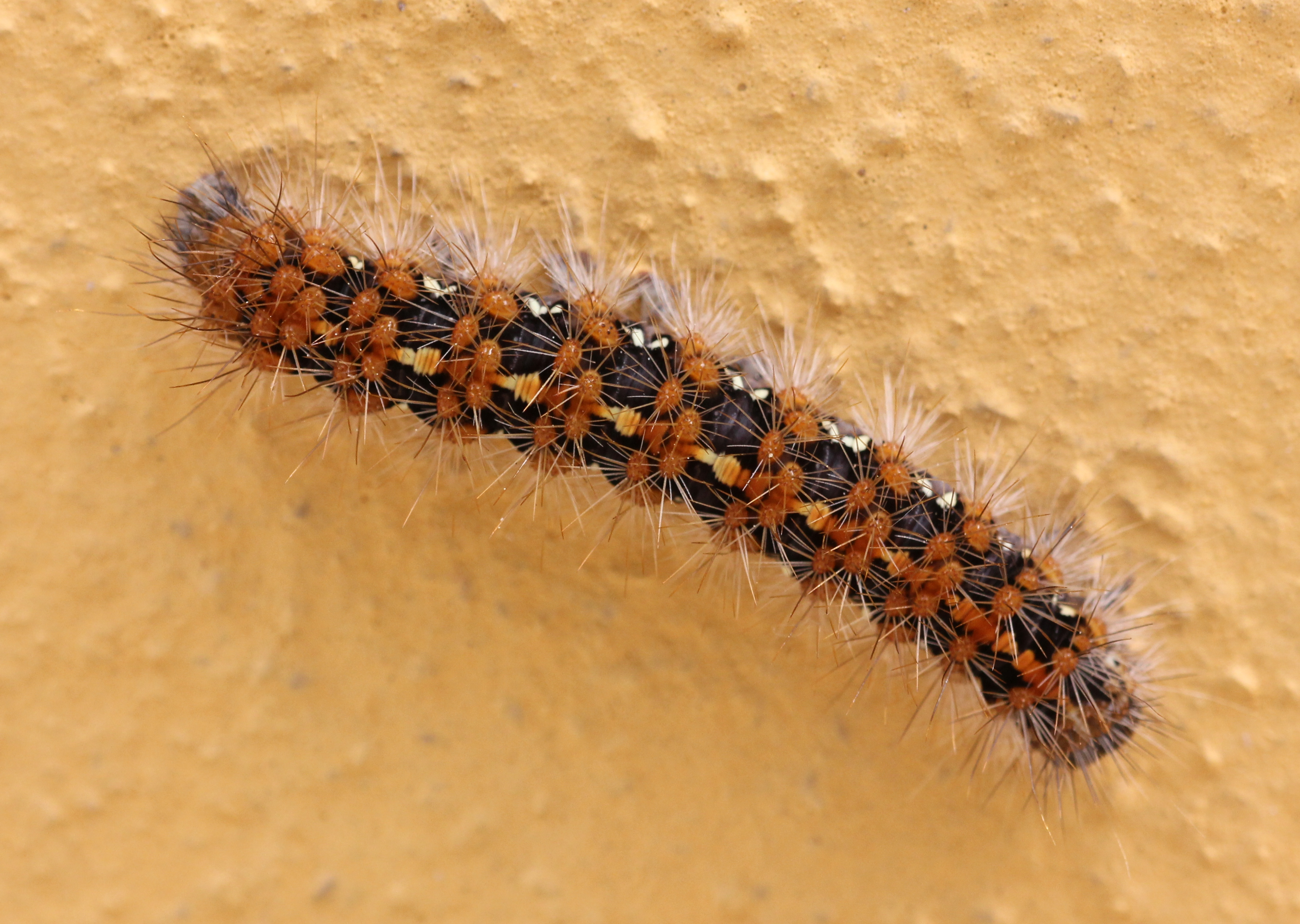
Euplagia quadripunctaria larva
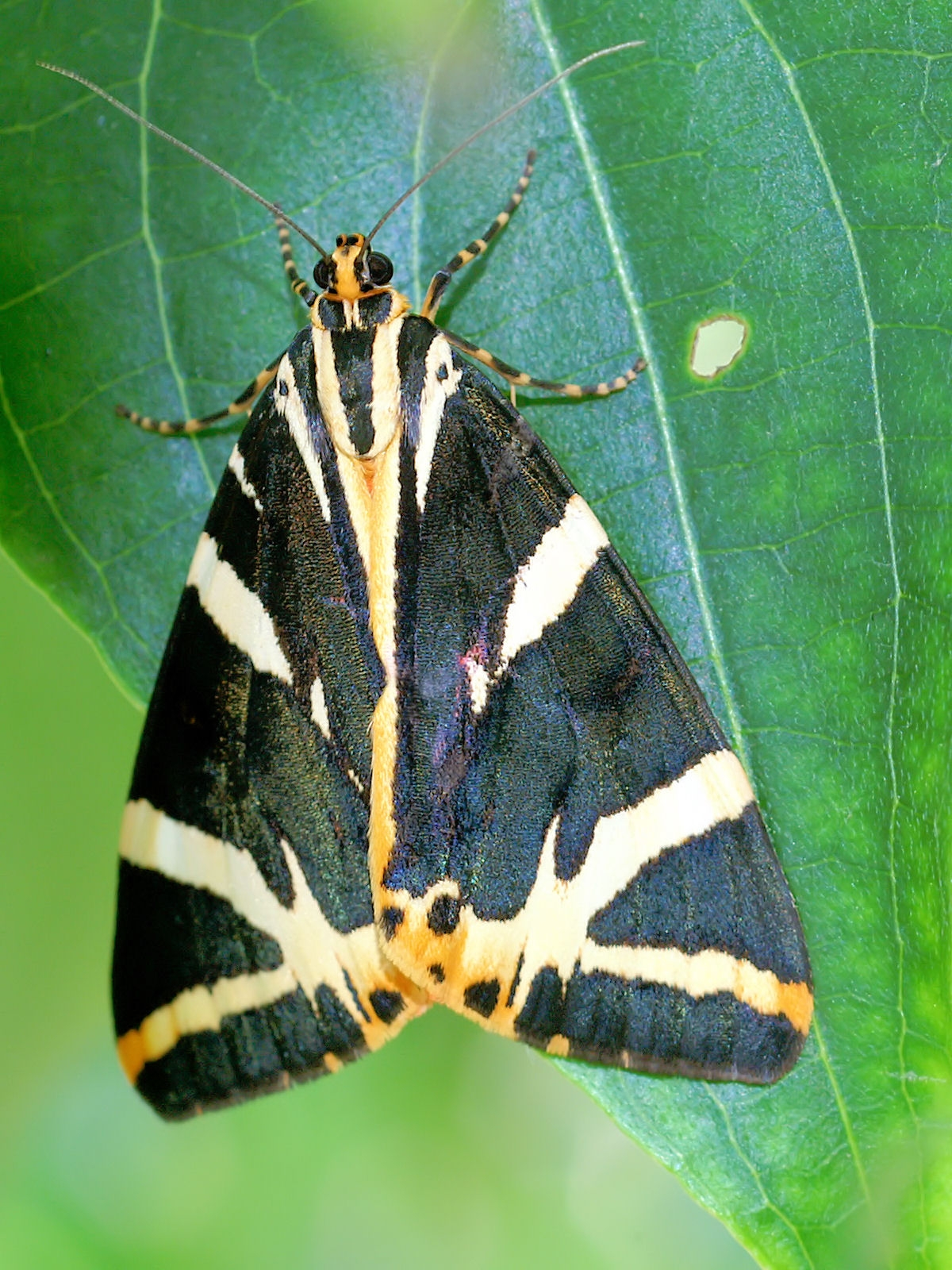
Euplagia quadripunctaria
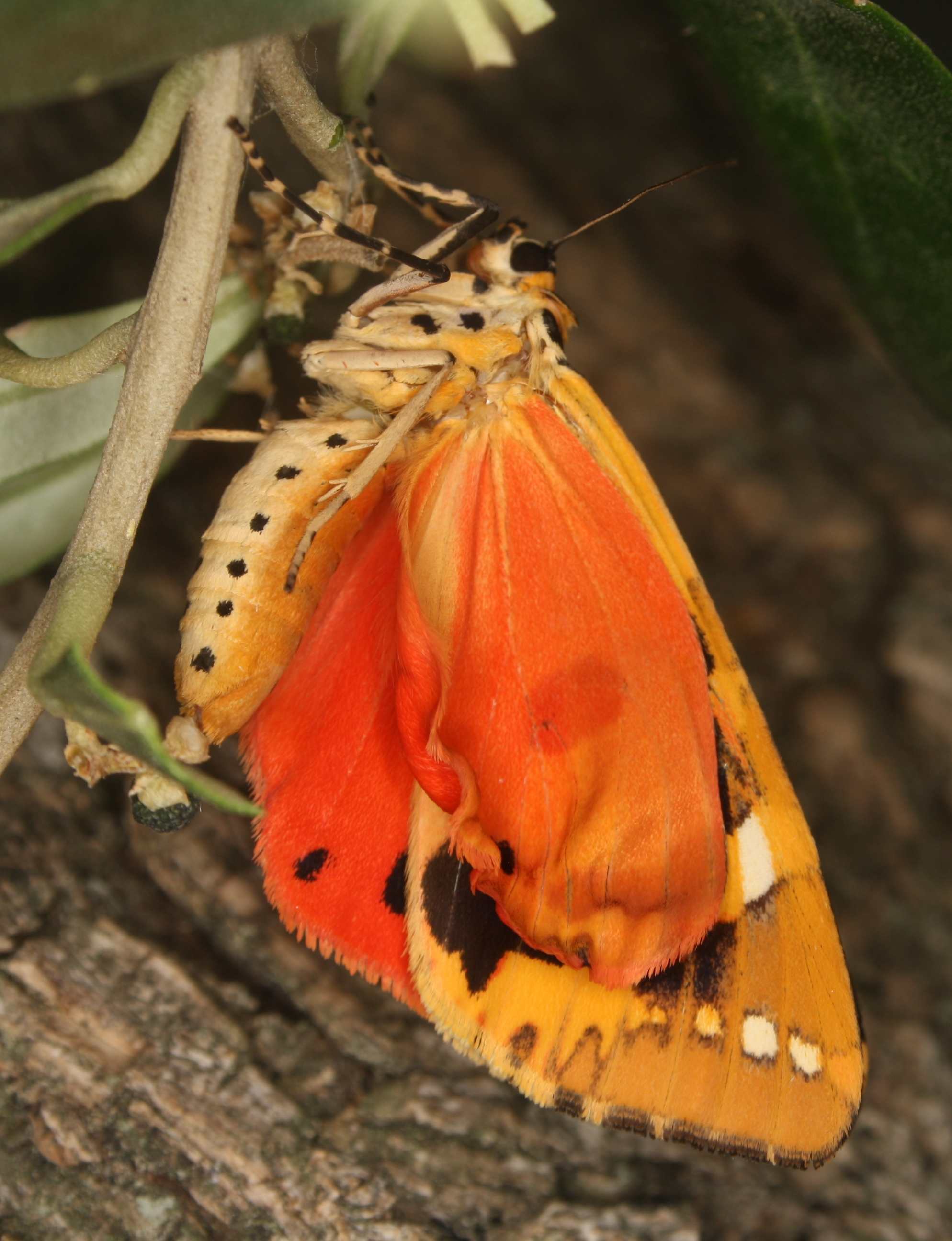
Euplagia quadripunctaria
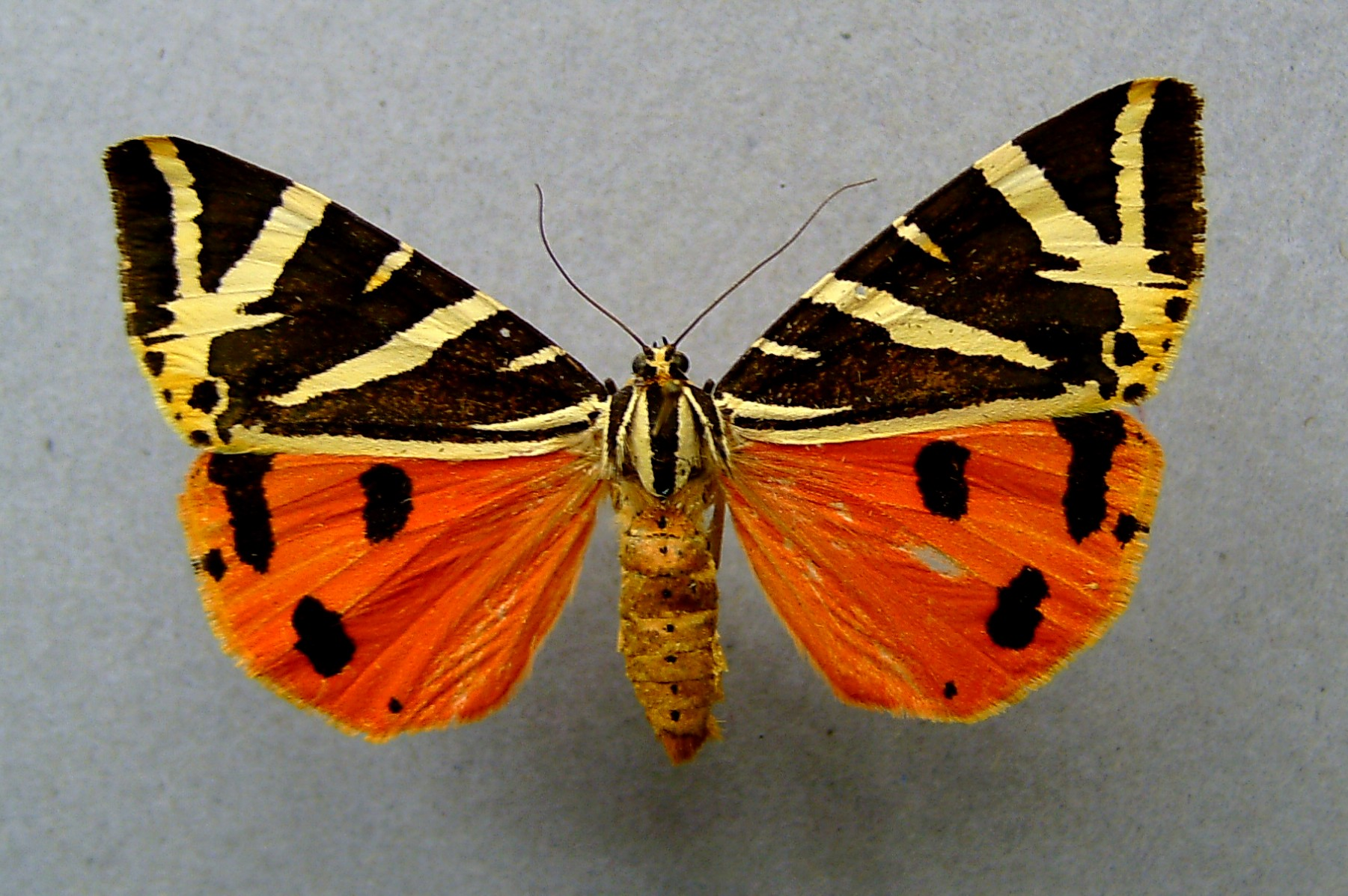
Euplagia quadripunctaria
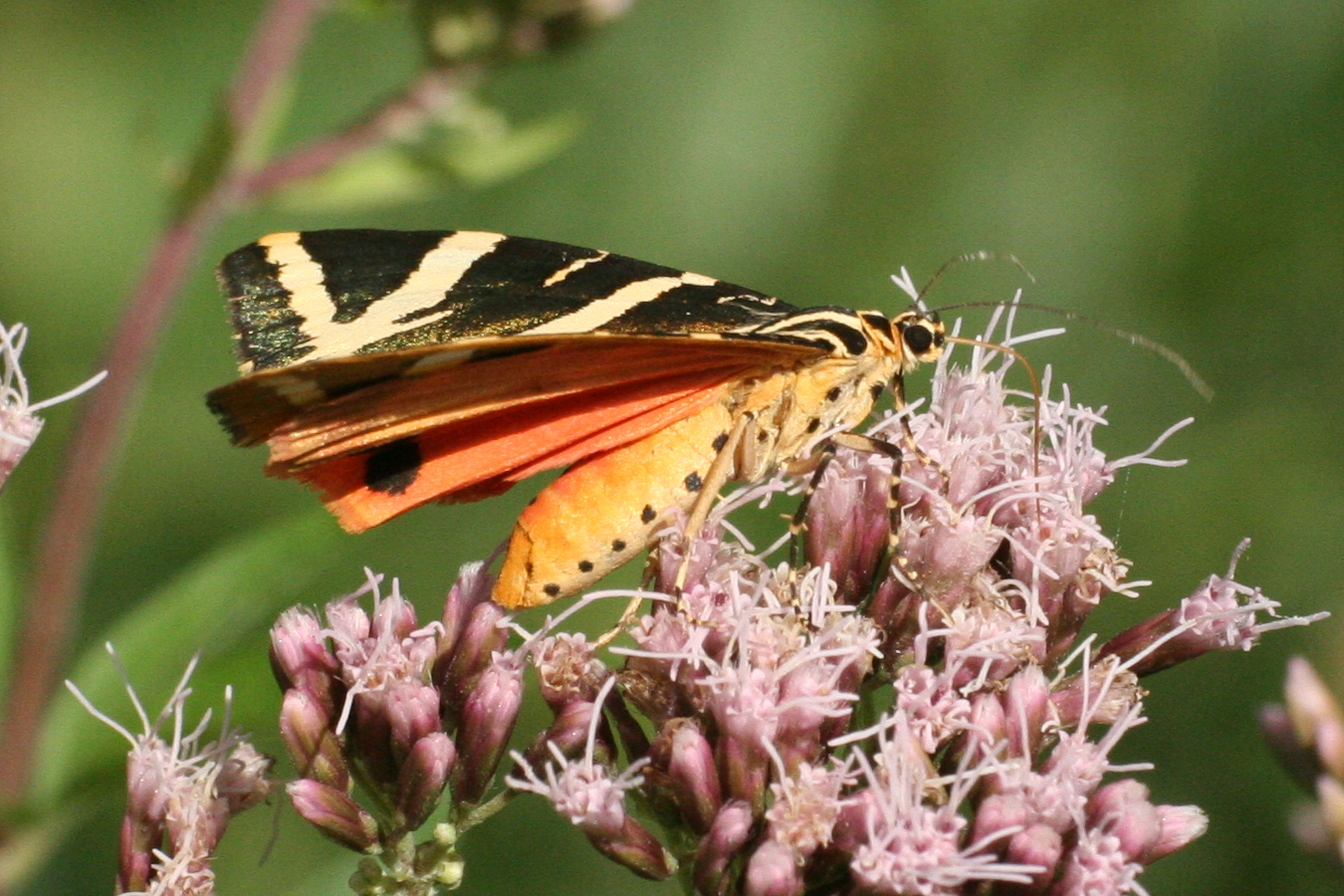
Euplagia quadripunctaria